# FIFA-Weltfußballer des Jahres 1999

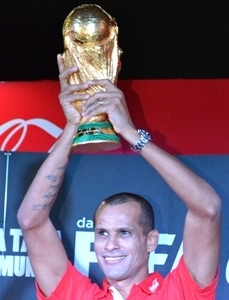
FIFA-Weltfußballer des Jahres 1999
Rivaldo (hier bei der WM 2014)

Der FIFA-Weltfußballer des Jahres 1999 (damals noch FIFA World Player) wurde am 24. Januar 2000 im Palais des Congrès von Brüssel gekürt. Es war die neunte Vergabe der 1991 vom Fußballweltverband FIFA eingeführten Auszeichnung „FIFA-Weltfußballer des Jahres“. Gewinner der Auszeichnung war der Brasilianer Rivaldo.

## Abstimmungsmodus
Der Gewinner wurde durch eine Abstimmung unter 140 Nationaltrainern der Welt ermittelt. Diese nannten jeweils die drei ihrer Meinung nach besten Fußballer, wobei keiner der drei aus ihrem eigenen Land stammen durfte. Eine Nennung an Platz eins brachte fünf Punkte, ein zweiter Platz drei Punkte, der dritte Platz einen Punkt. Danach wurden die Punkte addiert.

## Ergebnis (Top 10)
- Platzierung: die Platzierung, die ein Spieler erzielt hat.
- Name: Name des ausgezeichneten Spielers.
- Nationalität: Nationalität des ausgezeichneten Spielers.
- Verein: Verein, für den der Spieler in dem Kalenderjahr aktiv war. Wenn ein Spieler den Verein gewechselt hat, wird der abgebende Verein an erster Position genannt.
- Stimmen: die insgesamt erhaltenen Stimmen aller Länder.

| Platzierung | Name                 | Nationalität        | Verein                    | Stimmen |
| ----------- | -------------------- | ------------------- | ------------------------- | ------- |
| 1.          | Rivaldo              | Brasilien           | FC Barcelona              | 543     |
| 2.          | David Beckham        | England             | Manchester United         | 194     |
| 3.          | Gabriel Batistuta    | Argentinien         | AC Florenz                | 79      |
| 4.          | Zinédine Zidane      | Frankreich          | Juventus Turin            | 68      |
| 5.          | Christian Vieri      | Italien             | Lazio Rom / Inter Mailand | 39      |
| 6.          | Luís Figo            | Portugal            | FC Barcelona              | 35      |
| 7.          | Andrij Schewtschenko | Ukraine             | Dynamo Kiew / AC Mailand  | 33      |
| 8.          | Raúl                 | Spanien             | Real Madrid               | 31      |
| 9.          | Andy Cole            | England             | Manchester United         | 24      |
| 10.         | Dwight Yorke         | Trinidad und Tobago | Manchester United         | 14      |